# ジョルジェ・デ・レンカストレ (初代トレシュ・ノヴァシュ公爵)
ジョルジェ・デ・レンカストレ（Jorge de Lencastre, 1º Duque de Torres Novas, 1594年 アゼイタン - 1632年 リスボン）は、ポルトガルの貴族。初代トレシュ・ノヴァシュ公爵。
第3代アヴェイロ公爵と、その従弟の第2代アヴェイロ公爵の一人娘で、第3代アヴェイロ公と共同で公爵位に就いたジュリアーナ・デ・レンカストレの間の長男。初めアヴェイロ公の継嗣として第3代トレシュ・ノヴァシュ侯爵だったが、1619年初代トレシュ・ノヴァシュ公爵に叙される。父を1626年に亡くすが、母が亡くなる4年前の1632年に没したため、アヴェイロ公爵位を継ぐことは叶わなかった。
1619年、ヴェネツィア貴族の第5代メルフィ公アンドレア・ドーリアの娘アンナ・ドーリア・コロンナと結婚するが、翌1620年死別。第3代マケダ公爵の娘アナ・マンリーケ・デ・カルデナス（1660年没）と再婚し、4子をもうけた。
- ハイムンド（1620年 - 1666年） - 第4代アヴェイロ公爵
- マリア・デ・グアダルーペ（1630年 - 1715年）- 第6代アヴェイロ女公爵
- ルイザ・トマージア（1632年 - ?）
- ジョアン・マティアシュ（1633年 - 1659年）